# Saimaluu-Tash
Saimaluu-Tash (eller Saimaly-Tash, 'mönstrade stenar') är en hällristningsområde i provinsen Jalal-Abad, Kirgizistan, söder om Kazarman. Området ligger i Ferganabergen på cirka 3 200 meters höjd i två högdalar, delade av en lägre bergsrygg. Omkring 10 000 stenar med ristningar har hittills identifierats vilket gör platsen till ett - för världen - viktigt klippkonstområde. Hällristningarna tros härröra från 2 000 f.Kr. och ända fram till medeltiden. Orsaken till denna extrema koncentration av ristningar är okänd. Platsen upptäcktes först av européer 1902, men var sedan i stort sett bortglömd fram till 1950, när en arkeologisk undersökning genomfördes. Området undersöks numera sporadiskt av Arkeologiinstitutet i Bishkek. Området kan nås genom en dags vandring eller ridtur, men bara kring augusti månad. Andra tider på året gör snöförhållandena det betydligt svårare att nå.
Platsen har länge setts som helig och besöks regelbundet av lokala shamaner.
29 januari 2001 sattes Sailmaluu-Tash upp på Kirgizistans tentativa världsarvslista.